# Isole Amtagis
Le isole Amtagis (in aleutino Aamtaagis e in russo ostrova Amtagis) sono un gruppo di isole disabitate delle isole Andreanof, nell'arcipelago delle Aleutine, e appartengono all'Alaska (USA). Sono situate poco prima dell'ingresso della baia di Kobakof, a 500 m dalla costa meridionale dell'isola Atka..